# 利昇银行
利昇银行（Bank of India）是晚清在上海租界开设的一家英资银行。总行在印度孟买。

## 历史
1864年12月6日在上海开设分行。因1866年欧洲棉业与金融危机，于1866年5月30日倒闭。